# Капличский сельсовет
Капличский сельсовет — административно-территориальная единица на территории Калинковичского района Гомельской области Республики Беларусь. Административный центр — агрогородок Капличи.

## Состав
Капличский сельсовет включает 5 населённых пунктов:
- Капличи — агрогородок.
- Кротов — деревня.
- Новоселки — деревня.
- Новые Новосёлки — деревня.
- Ямное — деревня.